# Christos Shelis
Christos Shelis (gre. Χρίστος Σιέλης, ur. 2 lutego 2000 roku w Pafos) – cypryjski piłkarz grający na pozycji środkowego obrońcy. W sezonie 2020/2021 występuje w klubie APOEL FC.

## Kariera juniorska
Shelis zaczynał swoją karierę piłkarską w Arsenalu. Potem przeniósł się do Grimsby. Pod koniec sezonu 2016/2017 trafił on do akademii Shrewsbury Town.

## Kariera seniorska

### Shrewsbury Town
1 lipca 2018 roku Shelisa awansowano do seniorskiej drużyny Shrewsbury Town. Zadebiutował on w meczu przeciwko West Bromwich Albion, który był rozgrywany w ramach Checkatrade Trophy. Łącznie dla Shrewsbury Town Cypryjczyk rozegrał 3 spotkania, w których nie zdobył żadnej bramki.

### Halesowen Town
Shelis został wypożyczony do Halesowen Town 21 września 2018 roku. Przez miesiąc gry dla tego klubu Cypryjczyk wystąpił w jego barwach 3 razy, strzelając przy tym swojego pierwszego gola w karierze.

### APOEL FC
Shelis do APOEL-u dołączył na zasadzie wolnego transferu, rozpoczynając treningi z drużyną 1 lipca 2019. Zadebiutował on w barwach zespołu z Nikozji 28 października 2019 roku w wygranym meczu z Neą Salaminą Famagusta (3:0). Do 6 marca 2021 roku dla APOEL-u Cypryjczyk rozegrał 22 spotkania, nie zdobywając ani jednej bramki.

## Kariera reprezentacyjna
Shelis grał dla młodzieżowych reprezentacji Cypru: U-17 (10 meczów, bez goli), U-19 (12 meczów, bez goli) oraz U-21 (5 meczów 1 gol). 11 listopada 2020 roku zadebiutował on w seniorskiej reprezentacji Cypru w meczu z Grecją.
| Numer | Przeciwko  | Ranga           | Data              | Gole | Asysty | Wynik (ziel. wygrane, czer. przegrane) |
| ----- | ---------- | --------------- | ----------------- | ---- | ------ | -------------------------------------- |
| 1     | Grecja     | Mecz towarzyski | 11 listopada 2020 | 0    | 0      | 2:1                                    |
| 2     | Luksemburg | Liga Narodów    | 14 listopada 2020 | 0    | 0      | 2:1                                    |
| 3     | Czarnogóra | Liga Narodów    | 17 listopada 2020 | 0    | 0      | 4:0                                    |

| Numer | Reprezentacja | Przeciwko     | Ranga                                     | Data                 | Ilość goli | Wynik meczu (żół. remisy) |
| ----- | ------------- | ------------- | ----------------------------------------- | -------------------- | ---------- | ------------------------- |
| 1     | Cypr U-21     | Białoruś U-21 | Eliminacje do Mistrzostw Europy U-21 2021 | 15 października 2019 | 1          | 1:1                       |